# Лупина
Лупина (Lupinus) са род покритосеменни растения от семейство Бобови. Родът включва над 200 вида, като най-голяма разнообразие се наблюдава в Северна и в Южна Америка. Среща се и в Северна Африка и по Средиземноморието. Отглеждат се в много държави както за храна, така и като декоративни растения.

## Описание
Видовете като цяло са тревисти многогодишни растения с височина от 0,3 до 1,5 метра, но съществуват и такива, които са едногодишни растения или са храсти с височина до 3 метра. Изключение е Lupinus jaimehintoniana, което е дърво, растящо в Оахака, Мексико, и достигащо височина до 8 метра. Растенията от рода Лупина имат меки зелени или сиво-зелени листа, които могат да имат сребристи гъсто разположени власинки. Листата обикновено имат от 5 до 28 разклонения. Цветовете се появяват в гъсти или отворени венци на изправен шип, като всеки цвят е с дължина 1 – 2 cm. Граховидните цветя имат връх, две странични крила и две ниски венчелистчета. Плодовете са бобчета, съдържащи няколко семена с тегло средно 24,8 mg.

## Кулинарна употреба
Бобчетата на лупината се използват още от римляните, които садят растенията из Римската империя. Семената на различни видове лупиина се използват за храна над 3000 години по Средиземноморието и около 6000 години в Андите. Лупината се използва и от индианските племена в Северна Америка, като например Явапай. Видът Lupinus mutabilis е широко разпространена храна в империята на инките. Хората са накисвали семената в течаща вода с цел да се премахнат повечето от горчивите алкалоиди, а след това са ги пекли или са ги сварявали и изсушавали. Испанското владичество довежда до промяна в хранителните навици на коренното население и се възобновява интереса за употребата на лупина като храна.
Лупината може да направи храната както сладка, така и пикантна и да овкусява традиционно ферментирали храни, печива и сосове. Ястията с лупина най-често се срещат в Европа, особено в Португалия, Испания, Гърция и Италия. Срещат се и в Бразилия и Египет. В Египет е популярна улична закуска, докато в Португалия и Испания се консумира с бира. В Ливан, Йордания, Сирия, Палестина и Израел лупината се сервира като част от аперитива.

## Токсичност и алергичност
Някои видове лупина съдържат определени вторични съставки, включително изофлавони и токсични алкалоиди, като лупинин и спартеин. Когато бъдат засечени рано, те могат да бъдат премахнати чрез определени процеси, въпреки че лупината, съдържаща такива елементи, обикновено не се използва за храна.
Риск от алергия към лупина съществува при пациентите с алергия към фъстъци. Повечето от докладваните алергични реакции към лупина включват хора с алергия към фъстъци.

## Градинарство
Lupinus polyphyllus и Lupinus arboreus са популярни декоративни растения за градини и са източник на многобройни хибриди и сортове с широк набор от цветове. Като зеленчук, лупината е добра придружаваща култура в градината, увеличавайки азота в почвата за другите растения.
- Лупина, Аляска, САЩ
- Лупина, Хокайдо, Япония
- Лупина, Ушуая, Аржентина
- Лупина, Текапо, Нова Зеландия
- Lupinus texensis, Тексас, САЩ

## Екология
Някои видове, като например Lupinus arboreus, се считат за плевели, когато започнат да се появяват отвъд естествените си местообитания. Във Финладния лупината расте сред дивата природа, след като целенасочено е била внесена и засадена покрай основните пътни артерии. Подобен проблем съществува и в Нова Зеландия. Все пак лупината представлява важна храна за ларвите на много пеперуди.